# Pycnopygius ixoides
Pycnopygius ixoides là một loài chim trong họ Meliphagidae.